# A54高速公路

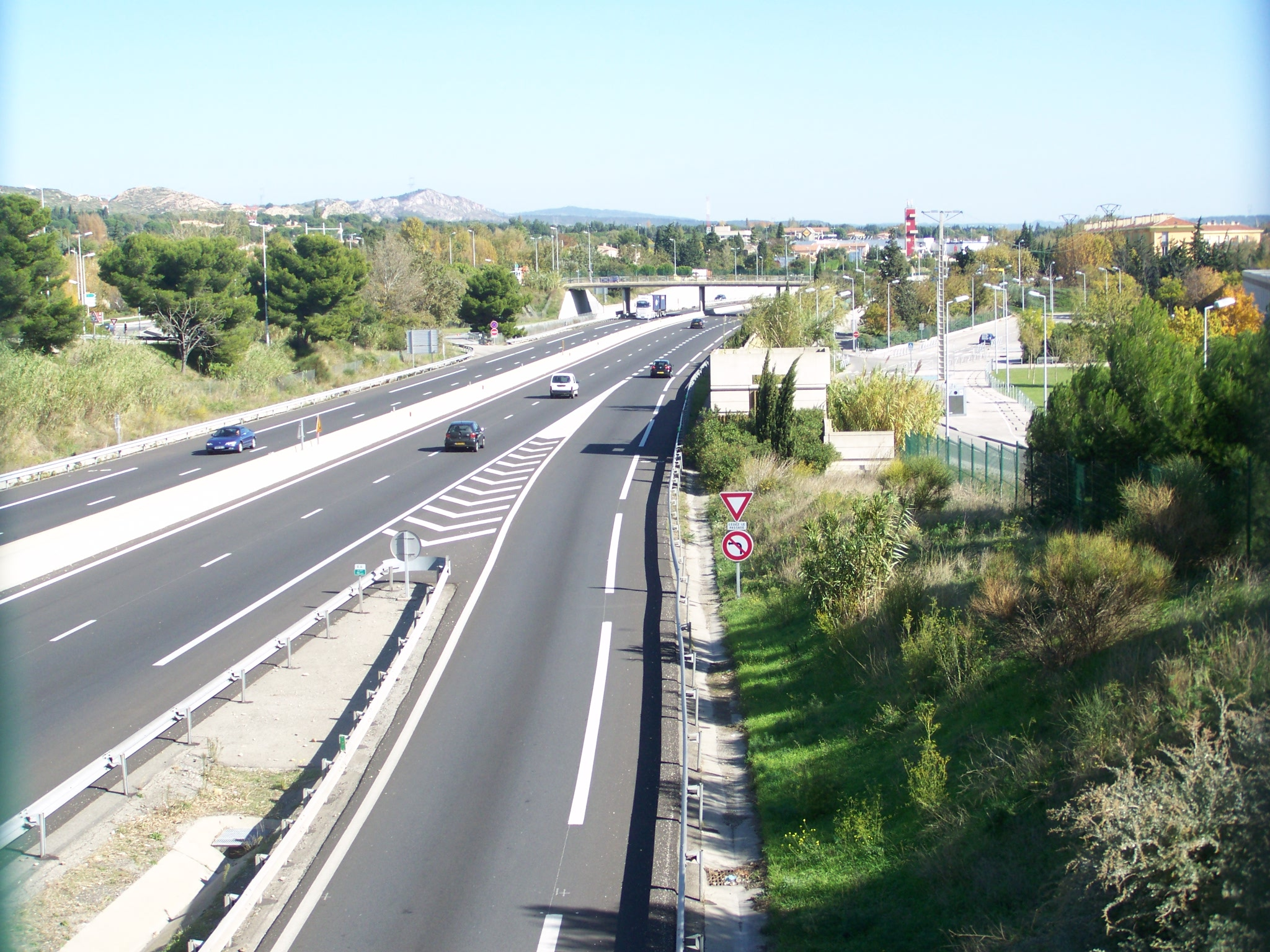
途經普罗旺斯地區薩隆的A54高速公路

A54高速公路是法国的一条高速公路，全长72千米，前期路段于1970年建成通车，后又分别于1990和1996年扩建。A54始于尼姆，与A9高速公路和欧洲E15公路相接，终于普罗旺斯地區薩隆，与A7高速公路和欧洲E714公路相连。A54行经尼姆、阿尔勒等城市。